# Pancor (Selong)
Pancor is een bestuurslaag in het regentschap Oost-Lombok van de provincie West-Nusa Tenggara, Indonesië. Pancor telt 15.819 inwoners (volkstelling 2010).